# Castello di Wackenau

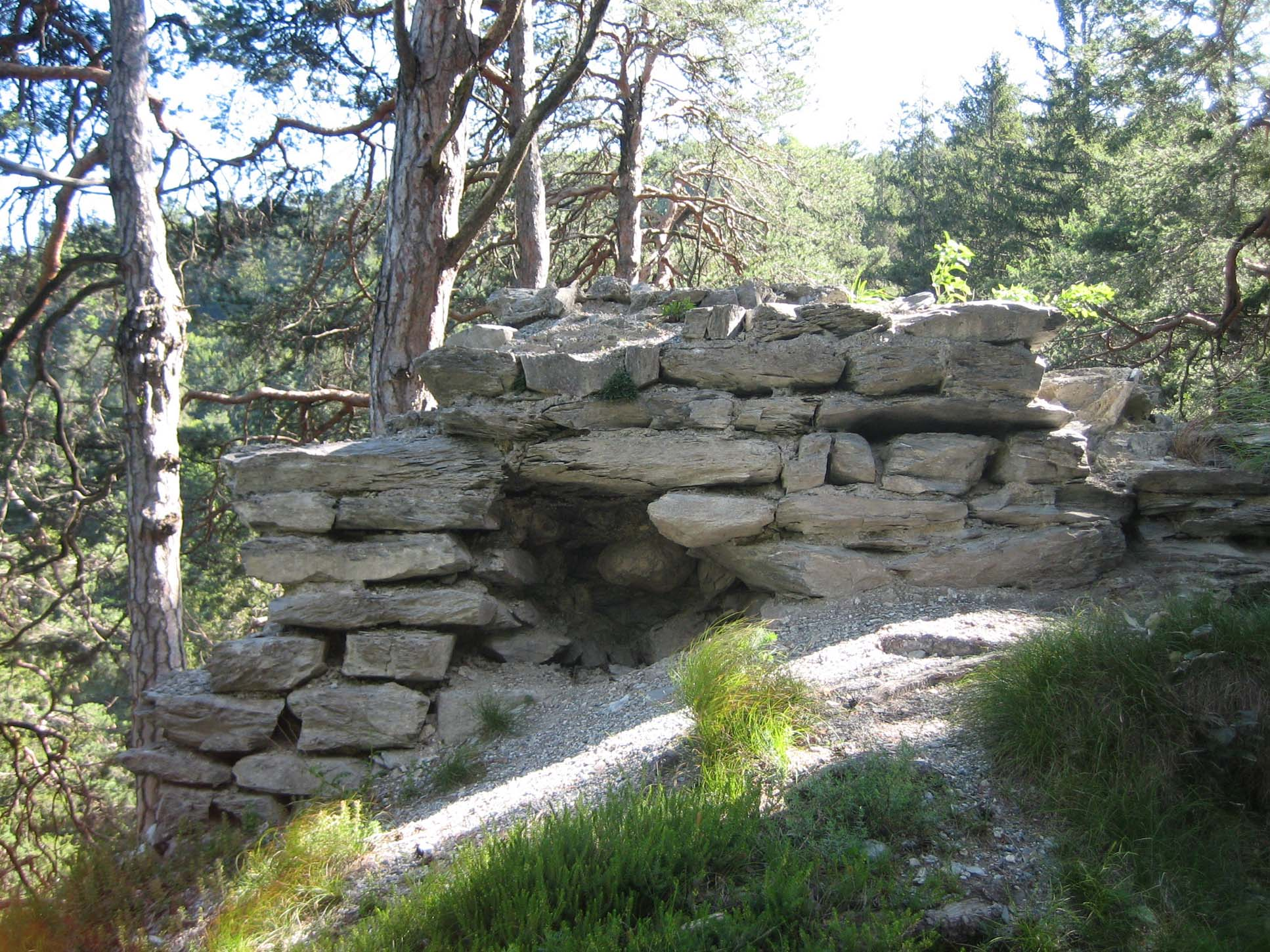
Rovine di Wackenau

La rovina del castello Wackenau si trova sulla sponda destra del Reno anteriore a circa 3 km dal nucleo abitato di Bonaduz nel Canton Grigioni.

## Nome
Ulrich Campbell, nel 1573, spiega che il nome di Castello Wackenauv oder Wackenoug derivi dal tedesco «Wache über die Au» oder «wachendes Auge».Fortunat Sprecher nel 1617 lo cita come castello Vackenou.

## Storia
Su questo castello non vi sono testimonianze scritte e le poche macerie rimaste non possono portare ad alcuna conclusione.

Si pensa che la funzione di questo complesso fosse il controllo e la difesa della strada che porta al villaggio di Trin.